# Friedrich Wilhelm von Hertzberg
Friedrich Wilhelm von Hertzberg, seit 1796 Graf von Hertzberg (* 6. Mai 1739 in Gienen, Kreis Regenwalde; † 2. November 1815 in Selchow) war ein preußischer Generalleutnant.

## Leben

### Herkunft
Friedrich Wilhelm war ein Sohn von Eustach Wilhelm von Hertzberg (1700–1763), Herr auf Gienen, Gelz und Bahrenbusch, und dessen erster Ehefrau Elisabeth, geborene von Philippi.

### Militärkarriere
Hertzberg wurde am 23. Mai 1755 als Estandartenjunker im Kürassierregiment „Markgraf Friedrich“ der Preußischen Armee angestellt. Mit dem Regiment nahm er während des Siebenjährigen Krieges an den Schlachten bei Lobositz, Prag, Breslau, Kay, Leuthen, Hochkirch, Liegnitz, Torgau und Freiberg sowie den Belagerungen von Dresden, Prag, Breslau, Schweidnitz und dem Gefecht bei Meißen teil. Bereits in seiner ersten Schlacht bei Lobositz wurde ihm das Pferd erschossen und er konnte nur unter großer Mühe die Regimentsstandarte vom Schlachtfeld retten.
Nach dem Frieden von Hubertusburg wurde Hertzberg am 24. Mai 1763 Premierleutnant. Im weiteren Verlauf seiner Militärkarriere avancierte er am 14. Juni 1772 zum Rittmeister und Eskadronchef und nahm als solcher am Feldzug 1778/79 teil. König Friedrich Wilhelm II. erhob ihn am 19. September 1786 in den Grafenstand.
Nachdem Hertzberg am 20. Mai 1791 Oberst geworden war, erhielt er schließlich am 6. Oktober 1797 das Kommando über das Kürassierregiment „Ludwig von Württemberg“. Nach dem Regierungsantritt Friedrich Wilhelm III. wurde Hertzberg am 1. März 1798 Chef des Dragonerregiments „von Brückner“ und kurz darauf am 28. Mai 1798 zum Generalmajor befördert. Für seine langjährigen Verdienste erhielt er am 2. Juni 1804 den Orden Pour le Mérite. Anlässlich der Feier seines 50-jährigen Dienstjubiläums erfolgte am 23. Mai 1805 seine Beförderung zum Generalleutnant. Bei der Mobilmachung gegen Russland erhielt Hertzberg am 22. September 1805 ein Kommando bei Danzig unter dem Oberkommando von General Ernst von Rüchel. Aufgrund einer schweren Erkrankung musste er jedoch in seine Garnison Riesenburg zurückkehren. Er erhielt dann einen mehrmonatigen Urlaub zur Wiederherstellung seiner Gesundheit. Erst Ende Juli 1806 war Hertzberg in der Garnison wieder dienstfähig, rückte aber nicht mehr aus.
Hertzberg dimittierte auf eigenen Wunsch am 10. Oktober 1807 mit einer Pension von 1200 Talern. Aufgrund der schlechten wirtschaftlichen Situation des Staates in Folge des Friedens von Tilsit erhielt er jedoch lediglich die Hälfte ausgezahlt. Hertzberg zog sich auf seine Güter zurück, wo er schließlich 1815 verstarb.

### Familie
Hertzberg hatte am 11. August 1779 in Saarow Dorothea Elisabeth von Löschbrand (1750–1816) geheiratet. Aus der Ehe gingen folgende Kinder hervor:
- Otto (1780–1821), preußischer Rittmeister
- Ernst (1782–1844), preußischer Offizier, Herr auf Trebehn ⚭ 1807 Wilhelmine Lembecke († 1819)
- Charlotte (* 1785) ⚭ Louis von Löschbrand, preußischer Rittmeister im Regiment der Gardes du Corps
- Elisabeth (* 1788)
- Dorothea (1794–1800)